# Кривка (приток Воронежа)
Кри́вка — река в Грязинском и Усманском районах Липецкой области, левый приток реки Воронеж.
Длина Кривки составляет 27 км, площадь водосборного бассейна — 121 км². Около половины длины реки протекает на территориях Колодецкого и Первомайского заказников. Исток — чуть выше сёл Кривка и Вторая Кривка. Течёт на запад. В районе села Сошки на реке поставлена плотина, образующая Сошкинский пруд. Ниже села Красный Луч течёт через леса.
Название — по кривому (изогнутому) руслу.

## Данные водного реестра
По данным государственного водного реестра России, река относится к Донскому бассейновому округу. Водохозяйственный участок реки — Воронеж от города Липецк до Воронежского гидроузла. Речной подбассейн Кривки — бассейны притоков Дона до впадения Хопра, речной бассейн — Дон (российская часть бассейна).